# 앵거스 서덜랜드
앵거스 레드퍼드 서덜랜드(Angus Redford Sutherland, 1982년 9월 3일 ~ )는 캐나다의 배우이다.
미국 로스앤젤레스에서 태어났다. 배우 도널드 서덜랜드의 셋째아들로, 키퍼 서덜랜드와는 이복형제이다. 가운데이름 '레드퍼드'는 로버트 레드퍼드에게서 따온 것이라고 한다.

## 영화
- 노벰버 크리미널즈 (2017년)
- 사운드트랙 (2011년) - 사이먼 역
- 패밀리어 스트렌저스 (2008년)
- 해롤드와 쿠마 2 - 관티나모로부터의 탈출 (2008년)
- 로스트 보이 2 : 더 트라이브 (2008년)